# 85559 Villecroze
85559 Villecroze è un asteroide della fascia principale. Scoperto nel 1998, presenta un'orbita caratterizzata da un semiasse maggiore pari a 2,6547470 au e da un'eccentricità di 0,0875504, inclinata di 10,06773° rispetto all'eclittica.
L'asteroide è dedicato a Jean-Louis Villecroze, marito della scopritrice.